# Dumitru Moldovan
Dumitru Moldovan (n. 2 noiembrie 1946 - d. 14 august 2018) a fost un economist moldovean, specialist în economie politică, care a fost ales ca membru corespondent al Academiei de Științe a Moldovei.